# Krzywula (dopływ Ślęzy)
Krzywula (Krzywna, niem. Heidersdorfer Wasser) – potok, lewy dopływ Ślęzy o długości 19,16 km.
Potok płynie na Przedgórzu Sudeckim w woj. dolnośląskim. Strefa źródliskowa potoku znajduje się na wschodnim skraju Kotliny Dzierżoniowskiej, we wsi Roztocznik, u zachodniego podnóża Wzgórz Krzyżowych, na wysokości około 320 m n.p.m. W górnym biegu, potok łagodnie spływa w kierunku północnym, przez niezalesione tereny zachodniego podnóża Wzgórz Krzyżowych. W okolicy Stoszowa, potok skręca na wschód i płynie północnym podnóżem Wzgórz Krzyżowych w kierunku Sieniawki. Przed Sieniawką w okolicy północno-wschodniego obrzeża Wzgórz Krzyżowych, potok wpływa do Stawu Trzcinowego. Wypływając ze stawu, płynie w kierunku wschodnim, do południowych obrzeży miejscowości Ratajno, po minięciu wsi i przepłynięciu około 2 km, potok skręca na północ i wpada do zbiornika Łagiewniki, położonego na południowo-zachodnich obrzeżach miejscowości Łagiewniki. Opuszczając zbiornik potok skręca łagodnie na północny wschód, przepływając przez Łagiewniki, dalej płynie wśród pól uprawnych do ujścia do Ślęzy, do której uchodzi na wysokości około 165 m n.p.m., w okolicy Białobrzezia. Zasadniczy kierunek biegu potoku jest północno-wschodni. 
Jest to potok nizinny, odwadniający Wzgórza Krzyżowe, skąd uchodzą do niego nienazwane strumienie i potoki. W dolnym biegu przez system kanałów odwadnia tereny, położone między Wzgórzami Gumińskimi a Wzgórzami Łagiewnickimi. W większości swojego biegu jest nieuregulowany.